# Don't Shoot Me I'm Only the Piano Player
《Don't Shoot Me I'm Only the Piano Player》는 영국의 싱어송라이터 엘튼 존의 여섯 번째 스튜디오 음반이다. 1973년 1월 26일, DJM 레코드에 의해 발매된 이 음반은 존의 여섯 번째 스튜디오 음반으로, 1973년에 발매된 두 장의 스튜디오 음반 중 첫 번째 음반이었다(두 번째 음반은 《Goodbye Yellow Brick Road》, 9개월 후에 발매됨). 그리고 미국에서 그의 두 번째 연속 1위 음반이었다.
리드 싱글인 〈Crocodile Rock〉은 존이 미국과 캐나다 양국에서 그의 첫 번째 싱글곡 1위를 차지했다. 〈Daniel〉은 《RPM》 톱 싱글 차트에서 두 번째 캐나다 1위, 미국 빌보드 핫 100에서 두 번째 싱글을 주었고 〈Crocodile Rock〉이 달성한 것보다 한 계단 높은 영국 4위에 오르며 음반의 주요 히트곡이기도 했다.

## 배경
이 팀은 당시 "스트로베리 스튜디오"로도 알려져 있던 샤토 드 에후빌에서 녹음하기 위해 프랑스로 돌아왔고, 이 스튜디오는 이 음반의 소매에 어떻게 인정받았는지 보여주었고, 이전 엘튼 존의 음반인 《Honky Château》가 그곳에서 녹음되었다. 이 음반에는 프로듀서 거스 더전이 〈Elderberry Wine〉 (〈Crocodile Rock〉의 B-사이드), 〈Midnight Creeper〉 그리고 〈I'm Going to Be a Teenage Idol〉에 편곡한 호른이 등장했는데, 이 호른은 존의 친구인 티렉스의 프런트맨인 마크 볼란에 의해 영감을 받았다. 그 호른 연주자들은 《Honky Château》에서 사용되었던 연주자들과 같았다. 폴 벅마스터는 다시 돌아와 〈Blues for My Baby and Me〉와 〈Have Mercy on the Criminal〉에 참여하였다. 1986년 멜버른 심포니 오케스트라와의 호주 콘서트에서 존은 〈Have Mercy on the Criminal〉과 같은 곡에 대한 벅마스터의 작품을 칭찬하면서 현악 편곡들을 "혁명적"이라고 불렀다.
음반의 제목은 친구이자 배우이자 코미디언인 그루초 막스로부터 왔다. 엘튼은 그루코의 집에서 열린 파티에서 피아노를 연주하고 있었고, 그를 '존 엘튼'이라고 불렀던 그루초는 권총 스타일로 가운데와 검지를 내밀었다. 그리고 나서 엘튼은 손을 들고 막스의 총기 모방에 대해 "Don't shoot me, I'm only the piano player(나를 쏘지 마, 난 피아노 연주자일 뿐이야)"라고 말했다.
이 음반은 대서양 양쪽 모두에서 큰 성공을 거두어 영국과 미국 음반 차트에서 1위를 차지했다. 이 음반은 피아노와 키보드에서 존의 핵심 밴드만을, 기타에서는 데이비 존스톤, 베이스에서는 디 머리, 그리고 드럼에서는 나이절 올슨이 타악기 연주자인 레이 쿠퍼가 없는 3개의 음반 중 하나이다. 나머지 두 사람은 《Honky Château》 (1972년 쿠퍼의 콩가를 노래 〈Amy〉에 삽입)와 《Breaking Hearts》 (1984년)이다.
주목할 만한 것은 〈Skyline Pigeon〉의 재녹음이었는데, 〈Daniel〉의 싱글곡의 B-사이드가 되었다.
그 당시 비평가들은 공연의 일부를, 특히 〈Crocodile Rock〉이라고 불렀는데, 존이 몇 년 후에 자유롭게 인정한 파생 공연이었다. 작가 엘리자베스 로젠탈의 《His Song: The Musical Journey of Elton John》에서 존은 〈Crocodile Rock〉이 50년대 음반에 대한 노골적인 경의를 표하기 위해 쓰여졌고, 그의 목소리는 의도적으로 가수 보비 비를 흉내냈다고 말했다. 〈High Flying Bird〉는 밴 모리슨의 음반처럼 들리도록 의도되었고, 〈Midnight Creeper〉는 롤링 스톤스의 모자의 일부였다.
존은 1972년 호주를 콘서트 투어 했고, 대디 쿨의 히트 싱글 〈Eagle Rock〉에 영감을 받아 〈Crocodile Rock〉을 작곡했다. 이번 음반 커버에는 작사가 버니 토핀이 "Daddy Who?" 홍보 배지를 달고 있는 사진이 실려 있다.
《Don't Shoot Me I'm Only the Piano Player》는 또한 그의 보컬 퍼포먼스와 스타일을 실험하는 데 편안함을 느낀 첫 번째 음반이라고 존이 말했다.

## 평가
| 평가 점수                | 평가 점수    |
| 출처                     | 점수         |
| ------------------------ | ------------ |
| AllMusic                 | [ 6 ]        |
| Christgau's Record Guide | C+           |
| Rolling Stone            | (favourable) |
| The Daily Vault          | B+           |

이 음반은 양대서양 양쪽 모두에서 큰 성공을 거두었으며, [[영국 음반 차트와 미국 빌보드 200 차트 모두에서 1위를 차지했다.
당시 비평가들은 특히 〈Crocodile Rock〉과 같은 일부 곡들의 연주가 파생적이라고 평했으며, 이는 존이 수년 후 스스로 인정한 바 있다. 엘리자베스 로젠설이 쓴 《His Song: The Musical Journey of Elton John》에 따르면, 존은 〈Crocodile Rock〉을 1950년대 레코드에 대한 노골적인 오마주로 썼으며, 자신의 보컬 또한 가수 보비 비를 의도적으로 흉내낸 것이라고 밝혔다. 〈High Flying Bird〉는 밴 모리슨의 음반을 연상시키도록 작곡되었으며, 〈Midnight Creeper〉는 롤링 스톤스에 대한 헌사였다.

## 곡 목록
모든 곡들은 엘튼 존과 버니 토핀에 의해 작사/작곡하였다.
| #  | 제목                         | 재생 시간 |
| -- | ---------------------------- | --------- |
| 1. | 〈Daniel〉                   | 3:55      |
| 2. | 〈Teacher I Need You〉       | 4:10      |
| 3. | 〈Elderberry Wine〉          | 3:34      |
| 4. | 〈Blues for My Baby and Me〉 | 5:39      |
| 5. | 〈Midnight Creeper〉         | 3:52      |

| #  | 제목                               | 재생 시간 |
| -- | ---------------------------------- | --------- |
| 1. | 〈Have Mercy on the Criminal〉     | 5:58      |
| 2. | 〈I'm Going to Be a Teenage Idol〉 | 3:56      |
| 3. | 〈Texan Love Song〉                | 3:33      |
| 4. | 〈Crocodile Rock〉                 | 3:55      |
| 5. | 〈High Flying Bird〉               | 4:12      |

| #   | 제목                                              | 재생 시간 |
| --- | ------------------------------------------------- | --------- |
| 11. | 〈Screw You (Young Man's Blues)〉                 | 4:43      |
| 12. | 〈Jack Rabbit〉                                   | 1:50      |
| 13. | 〈Whenever You’re Ready (We’ll Go Steady Again)〉 | 2:51      |
| 14. | 〈Skyline Pigeon (Piano Version)〉                | 3:56      |

## 인증
| 국가                       | 인증        | 판매량/출하량 |
| -------------------------- | ----------- | ------------- |
| 오스트레일리아 (ARIA)      | 3× 플래티넘 | 150,000^      |
| 영국 (BPI)                 | 골드        | 100,000^      |
| 미국 (RIAA)                | 3× 플래티넘 | 3,000,000^    |
| ^출하량을 기반으로 한 인증 |             |               |